# Laoleptura
Laoleptura is een kevergeslacht uit de familie van de boktorren (Cerambycidae). De wetenschappelijke naam van het geslacht werd voor het eerst geldig gepubliceerd in 2008 door Ohbayashi N..

## Soorten
Laoleptura is monotypisch en omvat slechts de volgende soort:
- Laoleptura phupanensis Ohbayashi N., 2008